# Takagripopteryx nigra
Takagripopteryx nigra är en bäcksländeart som beskrevs av Okamoto 1922. Takagripopteryx nigra ingår i släktet Takagripopteryx och familjen småbäcksländor. Inga underarter finns listade i Catalogue of Life.